# Kunzeana carmenae
Kunzeana carmenae är en insektsart som beskrevs av Ruppel och Delong 1952. Kunzeana carmenae ingår i släktet Kunzeana och familjen dvärgstritar. Inga underarter finns listade i Catalogue of Life.